# Nudo blu, ricordo di Biskra
Nudo blu, ricordo di Biskra (Nu bleu, Souvenir de Biskra) è decoupage (92,1 cm×140,3 cm) del 1907 di Henri Matisse. È collocato presso il Baltimore Museum of Art e fa parte della collezione delle Sorelle Cone.

## Storia
Matisse dipinse Nudo blu, ricordo di Biskra agli inizi del 1907. L'opera, che riprende i dettami del fauvismo, venne realizzata in contemporanea al Nudo sdraiato I, scultura dello stesso artista che però andò accidentalmente distrutta. Quando venne esibita nel 1907 alla Société des artistes indépendants, la tela generò scandalo e divenne fonte di polemiche che riguardavano questioni di razza, relazioni razziali e colonialismo. Inoltre, l'impossibilità di identificare l'etnia della donna fu oggetto di un dibattito sul concetto di "diverso" che, in epoca coloniale, serviva a distinguere i coloni occidentali dai popoli colonizzati. Più tardi, nel 1913, la tela divenne uno dei pezzi "di punta" della mostra itinerante Armory Show, ove fu nuovamente stroncata da molte critiche. Nonostante le controversie, Nudo blu, ricordo di Biskra ispirò Georges Braque e incitò Pablo Picasso a dipingere il celeberrimo Les demoiselles d'Avignon.